# Mallory Comerford
Mallory Elizabeth Comerford (ur. 6 września 1997 w Kalamazoo) – amerykańska pływaczka specjalizująca się w stylu dowolnym, pięciokrotna mistrzyni świata na długim basenie.

## Kariera
W grudniu 2016 roku na mistrzostwach świata na krótkim basenie w Windsorze zdobyła trzy medale. Złoto wywalczyła w sztafetach 4 × 100 m stylem dowolnym i stylem zmiennym. W sztafecie 4 × 200 m stylem dowolnym zdobyła srebro. Indywidualnie startowała w konkurencji 200 m stylem dowolnym i w finale zajęła piąte miejsce, uzyskawszy czas 1:53,79.
Kilka miesięcy później, podczas mistrzostw świata w Budapeszcie wywalczyła pięć złotych medali. Pierwszy z nich zdobyła w kobiecej sztafecie 4 × 100 m stylem dowolnym i na jej pierwszej zmianie ustanowiła nowy rekord Ameryki (52,59). Trzy dni później w wyścigu eliminacyjnym sztafet mieszanych 4 × 100 m stylem zmiennym wraz z Ryanem Murphym, Kevinem Cordesem i Kelsi Worrell pobiła w tej konkurencji rekord świata, a następnie otrzymała złoto, kiedy Amerykanie w finale zajęli pierwsze miejsce. Swój trzeci złoty medal wywalczyła w sztafecie kobiet 4 × 200 m stylem dowolnym. Comerford płynęła także w sztafecie mieszanej 4 × 100 m stylem dowolnym i razem z Caelebem Dresselem, Nathanem Adrianem  i Simone Manuel ustanowiła w finale nowy rekord świata (3:19,60). Piąte złoto zdobyła po tym jak Amerykanki zwyciężyły w sztafecie 4 × 100 m stylem zmiennym. Na dystansie 100 m stylem dowolnym była czwarta z czasem 52,77.